# Šanov (Znojmói járás)
Šanov település Csehországban, a Znojmói járásban. Šanov Hevlín, Velký Karlov, Hrabětice, Hrušovany nad Jevišovkou, Pravice és Božice településekkel határos. Lakosainak száma 1693 fő (2024. január 1.).

## Népesség
A település lakosságának változását az alábbi diagram mutatja:
| Lakosok száma | 919  | 1279 | 1576 | 1104 | 1240 | 1201 | 1521 | 1506 | 1590 | 1693 |
|               | 1869 | 1890 | 1921 | 1950 | 1980 | 2001 | 2017 | 2019 | 2022 | 2024 |